# Плантажа
Плантажа је данас обично велика површина пољопривредног земљишта на којој се узгаја нека монокултура. Плантаже су се некад везивале за тропске и суптропске крајеве на којима се узгајао дуван, памук, кафа, шећерна трска или тропска дрва.   Реч плантажа је у српски дошла од енглеске речи plantation, а она је у енглески дошла из латинског од глагола plantare = садити.  Та се реч око 1610. употребљавала за оснивање колоније у новој земљи, а као именица за велику пољопривредну фарму на којој се узгаја дуван или памук први пут 1706. Шпанци су за исту ствар употребљавили реч хациенда. 

## Историја
Плантаже су се почеле појављивати од 18. века, и то у европским колонијама у Америци и Африци. Оне су у суштини биле нова (стара) роба - врло слфундијама. Kако су велике латифундије тражиле пуно јефтиног робовског рада, да би биле економичне, тако су и плантаже почивале на робовском раду, и биле највећи купац робова. У та времена врло се мало роба исплатило превозити у Европу - осим зачина и ретких драгоцених роба (злато, драго камење, слоновача) прва култура која је доживела комерцијални успех била је шећерна трска, која се почела интезивно узгајати на великим површинама по шпанским карипским колонијама.
Прва северноамеричка култура коју се исплатило експортирати у Европи био је дуван, али он је тражио велику количину руку за бербу и даљу обраду - тако су настале велике плантаже по јужним америчким државама. Оне су биле самосталне економске јединице способне да се саме о себи брину, захваљујући бројним робовима који су живели у крајње јадним условима. Након дувана отпочела је садња памука, риже, чаја и других култура које би се показале економски исплативима. Плантаже су ницале и по Бразилу, Африци и по свим деловима света где су се европски колонисти успели дочепати великих количина земље. Оне су увек биле специјализоване за само једну до две културе.
Након америчког грађанског рата и укидања ропства, нестало је великих класичних плантажа по америчком југу, добар део њих подељен је на бројне мање фарме, али су неке наставиле радити тако да су бившим робовима дали земљу у наполицу, па је њихова експлоатација настављена у другом облику. Велике плантаже задржале су се до данашњег дана, по читавом свету, иако не у истом облику - данас се за њихово одржавање користи много мање радне снаге - (већином су то плаћени радници) иако се и данас кад треба пуно јефтиног људског рада као код бербе, користе привремени радници имигранти, који често раде илегално, без икаквих права, па то по многочему подсећа на ропство.
Данас плантаже постоје по читавом свету, као економичан начин производње банана, ананаса, кикирикија, кафе, чаја, памука, парадајза, јабука и бројних других пољопривредних култура.

## Плантаже по југословенским просторима
Прве плантаже у нашим крајевима биле су велики засади мандарина и наранџа по црногорском приморју и неретвљанској долини, подигнути крајем 1950-их.  Након њих на исти начин грађени су велики виногради (Умаг, Володер, Попово поље, Kутјево, Неготино, Kавадарци, Kосово поље), касније се тако почело узгајати јабуке, маслине и бројне друге културе.